# Международный светотехнический словарь
Междунаро́дный светотехни́ческий слова́рь (англ. International lighting vocabulary) — многоязычный словарь-справочник светотехнических терминов и понятий, издаваемый Международной комиссией по освещению (МКО).

## История создания
На 5-й сессии МКО в 1921 г. был сформирован рабочий комитет для изучения определений и обозначений, используемых в фотометрии. Доклад этого комитета, рассмотренный следующей, 6-й сессией МКО (1924 г.) стал причиной принятия комиссией решения о разработке светотехнического словаря, для чего создан отдельный рабочий подкомитет. В 1927 г. в результате совместных действий двух комитетов («Определения и обозначения», Франция, и «Словарь», Швейцария) был выработан план словаря и предварительный словник. Эти материалы рассматривались 7-й сессией МКО.
Первое издание международного светотехнического словаря (МСС) вышло в свет в 1938 г. Тогда словарь был ещё относительно невелик и содержал все лишь около ста терминов на трёх официальных языках МКО (французском, английском и немецком), а также их перевод на итальянский язык. Ещё до официальной публикации МСС в советском журнале «Светотехника» (1937 г., № 12) был помещён его перевод на русский язык. 10-я сессия МКО, состоявшаяся в 1939 г., приняла решение о подготовке совместно с Международной электротехнической комиссией (МЭК) 2-го издания МСС. Однако эту работу прервала Вторая мировая война, и начать подготовку нового издания удалось только в 1948 г. В работе над словарём были заняты те же рабочие комитеты, вначале обозначавшиеся как комитеты Ia и Ib, а затем I.I.1 и I.I.2. В 1955 г. обе рабочие группы объединились в Комитет E-I.I «Определения — Словарь» с секретариатом в Швейцарии.
2-е издание МСС вышло в свет в двух томах в 1957 и 1959 гг. Первый том (публикация МКО-I.I, 1957 г.) содержал около 500 терминов с определениями на трёх официальных языках комиссии. Второй том (публикация МКО-W-I.I, 1959 г.) включал алфавитный и систематический указатели терминов на тех же трёх языках, а также переводы указателей на семь других языков. В 1963 г. в СССР отдельной книгой был издан перевод 2-го издания МСС.
Подготовка следующего, 3-го издания МСС началась в 1960 г. Годом ранее 14-я сессия МКО приняла решение о создании секретариата Технического комитета E-I.I «Определения — Словарь» во Франции. Одновременно с этим начались переговоры с МЭК о совместной разработке нового издания МСС, которое должно было заменить и 2-е издания словаря «Освещение» МЭК (вып. 50 (45), 1958 г.) Такое соглашение было достигнуто в 1964 г. 3-е издание МСС, включающее около 900 терминов и определений, готовилось уже с участием Советского национального комитета МКО и поэтому стало четырёхъязычным (включая русский), а также переводы терминов на пять дополнительных языков (испанский, итальянский, голландский, польский и шведский).
МСС содержит рекомендуемые МКО единицы, величины, обозначения и формулировки основных понятий светотехники. Как и все публикации МКО, словарь носит рекомендательный характер и направлен на унификацию терминологии. Как отмечается в официальном предисловии к 3-му изданию, «МКО выражает пожелание, чтобы все национальные комитеты приняли настоящий Словарь за основу для разработки национальной светотехнической терминологии».
Термины в МСС сгруппированы по разделам, соответствующим основным разделам светотехники («Излучение», «Фотометрия» и т. д.). Термины пронумерованы (например, термин «Декоративная лампа» имеет номер 45-40-215; для сокращения первое число в таком номере (45), обозначающее по классификации МКО международные издания, иногда отбрасывается. Последнее русскоязычное издание МСС (1979 г.) представляет собой сокращённый вариант публикации МКО, предназначенный для повседневной работы специалистов-светотехников.
В 2011 году МКО была выпущена очередная редакция ММС CIE S 017/E:2011, содержащая 1448 терминов и определений. Основные нововведения в словаре 2011 года коснулись новых источников света - светоизлучающих диодов, которых не было в предыдущих версиях словаря. Кроме того, версия словаря 2011 года была опубликована в виде онлайн-словаря светотехнических терминов на сайте МКО.

## Русское издание 2011 года
В 2011 году специалистами Всероссийского научно-исследовательского светотехнического института имени С. И. Вавилова (ВНИСИ) и кафедры светотехники Московского энергетического института ММС был переведён на русский язык и издан ограниченным тиражом. Онлайн-версия (в части терминов) англо-русского МСС опубликована на сайте ВНИСИ.